# Условна вероятност
Условна вероятност е вероятността за настъпване на събитието А, при условие, че В е настъпило. Означава се с P(A|B) и се чете „Условна вероятност на събитието А по отношение на събитието В“ .

## Определение
Математическото определение за условна вероятност се записва по следния начин:
{\displaystyle \Pr(A\mid B)={\frac {\Pr(A\cap B)}{\Pr(B)}},\Pr(B)>0.}
Където {\displaystyle \Pr(A\cap B)} е общата вероятност двете събития да са се сбъднали, а Pr(B) e вероятността да се е сбъднало събитието В без оглед на другите обстоятелства.
Трябва да се отбележи, че в горните определения не се въвеждат никакви времеви или причинно-следствени връзки между събитията А и В. Както А може да предхожда В, така и обратно.
Въвеждането на условности във вероятностите се осъществява с теоремата на Бейс.

## Независимост на две събития
Две събития {\displaystyle A,B\in {\mathfrak {A}}} се наричат независими, тогава и само тогава, когато:
{\displaystyle \Pr(A\cap B)=\Pr(A)\Pr(B).}
От математическото определение на условните вероятности очевидно следва, че:
{\displaystyle \Pr(A|B)\ =\ \Pr(A)}
и
{\displaystyle \Pr(B|A)\ =\ \Pr(B).}

### Следствия
За две независими събития {\displaystyle A,B\in {\mathfrak {A}}} е в сила:
1. {\displaystyle A^{c}} e независимо от {\displaystyle B}.
2. {\displaystyle A} e независимо от {\displaystyle B^{c}}.
3. {\displaystyle A^{c}} e независимо от {\displaystyle B^{c}}.

## Независимост наσ{\displaystyle \sigma }-Алгебри
Две {\displaystyle \sigma }-Алгебри {\displaystyle {\mathfrak {A}}_{1},{\mathfrak {A}}_{2}\in {\mathfrak {A}}} се наричат независими, тогава и само тогава, когато:
{\displaystyle \forall A_{1}\in {\mathfrak {A}}_{1},\forall A_{2}\in {\mathfrak {A}}_{2}}: Събитие {\displaystyle A_{1}} е независимо от събитие {\displaystyle A_{2}}.

## Допълнителни формули
1.{\displaystyle \Pr(A)=\Pr(A|B)\Pr(B)+\Pr(A|B^{c})\Pr(B^{c}).}
2.{\displaystyle \Pr(A_{1}\cap ....\cap A_{n})=\Pr(A_{1})\Pr(A_{2}|A_{1})...\Pr(A_{n}|A_{1}\cap A_{2}\cap ...\cap A_{n-1}).}
3.{\displaystyle \forall A,B\in {\mathfrak {A}},\Pr(A)>0,\Pr(B)>0}:
{\displaystyle \Pr(A|B)={\frac {\Pr(B|A)\Pr(A)}{\Pr(B)}}.} (Формула на Бейс)

## Примери
1. Нека разгледаме най-простия пример:този на еднократно хвърления зар. Дадено е вероятностно пространство {\displaystyle (\Omega ,{\mathfrak {A}},\Pr )}, където {\displaystyle \Omega =\left\{1,2,...,6\right\},{\mathfrak {A}}=\left\{\emptyset ,\Omega ,\left\{2,4,6\right\},\left\{1,3,5\right\}\right\},\Pr \left\{i\right\}={\frac {1}{6}}}.
Интересува ни каква е вероятността да сме хвърлили двойка при положение, че знаем че хвърления зар е четен.
В случая {\displaystyle {A}=\left\{2\right\},{B}=\left\{2,4,6\right\}}. Тогава:
{\displaystyle \Pr(A\mid B)={\frac {\Pr(A\cap B)}{\Pr(B)}}={\frac {\Pr(\left\{2\right\}\cap \left\{2,4,6\right\})}{\Pr(\left\{2,4,6\right\})}}={\frac {\frac {1}{6}}{\frac {1}{2}}}={\frac {1}{3}}.}